# For Tribe Generation
For Tribe Generation – album grupy Nickelback wydany w roku 2003 (zob. 2003 w muzyce).

## Opis albumu
For Tribe Generation – minialbum kanadyjskiego zespołu rockowego Nickelback, wydany w roku 2003 w formie promocyjnej, przez wytwórnię Roadrunner Records. Wydawnictwo zawiera 5 utworów, w tym 3 utwory nagrane w wersji akustycznej, oraz 2 w wersji studyjnej. Na album trafiły 1 kompozycja z albumu Silver Side Up, 3 z albumu The State oraz 1 z krążka Curb. Nagrany w wersji akustycznej utwór How You Remind Me, trafił na wydany dwa lata wcześniej singel, natomiast akustyczna wersja utworu Leader of Men znalazła się na płycie The State w wersji bonusowej, oraz na singlu wydanym w roku 2000. Krążek ukazał się jedynie w Stanach Zjednoczonych w formie promocyjnej w limitowanej ilości. 

## Lista utworów
| 1. | "How You Remind Me" (Acoustic Version) (Ch.Kroeger -Nickelback) | 3:31  |
|    |                                                                 |       |
| 2. | "Old Enough" (Ch.Kroeger -Nickelback)                           | 2:48  |
|    |                                                                 |       |
| 3. | "Leader of Men" (Acoustic Version) (Ch.Kroeger -Nickelback)     | 3:25  |
|    |                                                                 |       |
| 4. | "Where?" (Ch.Kroeger -Nickelback)                               | 4:29  |
|    |                                                                 |       |
| 5. | "Worthy to Say" (Acoustic Version) (Ch.Kroeger -Nickelback)     | 4:20  |
|    |                                                                 |       |
|    |                                                                 | 18:33 |
|    |                                                                 |       |
(Autorem tekstów do utworów jest wokalista grupy Chad Kroeger, muzykę skomponował wspólnie cały zespół)

## Twórcy
Nickelback
- Chad Kroeger – gitara rytmiczna, gitara akustyczna, śpiew
- Ryan Peake – gitara prowadząca, gitara akustyczna, wokal wspierający
- Mike Kroeger – gitara basowa
- Ryan Vikedal – perkusja

Inni muzycy:
- Brandon Kroeger – perkusja – utwór (4)

Produkcja
- Nagrywany: *Utwór 1 w lipcu – sierpniu 2001 w "Green House Studio" w Vancouver, utwór 2, 3 w 1998 w "Greenhouse Studios" Burnaby, (Kolumbia Brytyjska), utwór 4 w styczniu – lutym 1996 w "Turtle Recording Studios" w Richmond, Utwór 5 w 2000
- Miks oraz mastering: Joe Moi
- Producent muzyczny: Nickelback, Chad Kroeger
- Aranżacja: Chad Kroeger, Ryan Peake, Mike Kroeger, Brandon Kroeger, Ryan Vikedal
- Teksty piosenek: Chad Kroeger